# Księga Nowego Słońca
Księga Nowego Słońca (ang.The Book of the New Sun) – cykl powieści science fantasy autorstwa Gene’a Wolfe’a. Przedstawia wspomnienia Severiana, o tym jak z członka Bractwa Poszukiwaczy Prawdy i Skruchy, czyli Katów, stał się Autarchą.
Kolejne części cyklu to:
- Cień kata (The Shadow of the Torturer) – w 1980 nominowana do nagrody Nebuli, a w 1981 zwycięzca Nagrody World Fantasy
- Pazur Łagodziciela (The Claw of the Conciliator) – w 1982 nominowana do Nagrody Hugo, w 1981 zwycięzca Nebuli
- Miecz liktora (The Sword of the Lictor) – w 1983 nominowana do Nagrody Hugo, a w 1982 do Nebuli
- Cytadela Autarchy (The Citadel of the Autarch) – w 1984 dostała Nagrodę Campbella, a w 1983 nominowana była do Nebuli.

Urth Nowego Słońca (The Urth of the New Sun) bywa uznawana za piątą część cyklu, jego sequel bądź epilog. W polskich wydaniach jest uznawana za piątą część pentalogii. Była nominowana m.in. do Nagrody Hugo i Nebuli.